# Club Sport Colombia
Club Sport Colombia is een Paraguayaanse voetbalclub uit Fernando de la Mora. De club werd opgericht op 1 november 1924. De thuiswedstrijden worden in het Estadio Alfonso Colmán gespeeld, dat plaats biedt aan 7.000 toeschouwers. De clubkleuren zijn geel-rood-blauw.

## Erelijst
Nationaal
- Tweede divisie

Winnaar: (6) 1940, 1944, 1945, 1950, 1985, 1992
- Derde divisie

Winnaar: (3) 1944, 1969, 2007

## Bekende (oud-)spelers
- Guido Alvarenga
- Casiano Delvalle
- Marcelo Estigarribia
- Daniel Sanabria
- Juan Carlos Villamayor